# Солнечногорский укрупнённый сельский район
Солнечногорский укрупнённый сельский район — административно-территориальная единица в составе Московской области РСФСР в 1963—1965 гг.
Район был образован в соответствии с объединённым решением исполнительных комитетов промышленного и сельского областных Советов от 30 декабря 1962 года и утверждён указом Президиума Верховного совета РСФСР от 1 февраля 1963 года, а его состав и административно-территориальное деление определены объединённым решением промышленного и сельского исполкомов области от 27 апреля 1963 года. Солнечногорский укрупнённый сельский район стал одним из 12 укрупнённых сельских районов, образованных в новых границах вместо 34 упразднённых районов Московской области.
В состав района вошли сельские территории 59 сельских советов четырёх упразднённых районов — Солнечногорского, Клинского, а также частей Красногорского и Истринского районов. Административным центром стал город Солнечногорск.
Таким образом, в Солнечногорский укрупнённый сельский район были включены:
- Бужаровский, Букарёвский, Деньковский, Духанинский, Ермолинский, Ивановский, Костровский, Ленинский, Лучинский, Онуфриевский, Петровский, Савельевский и Ядроминский сельсоветы из Истринского района;
- Борщёвский, Вертковский, Воронинский, Давыдковский, Захаровский, Зубовский, Маланьинский, Малеевский, Масюгинский, Мисирёвский, Новощаповский, Новиковский, Нудольский, Петровский, Подорковский, Покровский, Решетниковский, Селинский, Слободский, Спасский, Степанцевский, Тарховский, Третьяковский, Троицкий, Чернятинский и Щёкинский сельсоветы из Клинского района.
- Клязьминский, Молжаниновский и Родионовский сельсоветы из Красногорского района;
- Андреевский, Белавинский, Вертлинский, Елизаровский, Искровский, Кировский, Кутузовский, Мошницкий, Обуховский, Пешковский, Подолинский, Поярковский, Пятницкий, Рахмановский, Соколовский, Солнечногорский и Таракановский сельсоветы из Солнечногорского района.

Была решена проблема наличия в образованном районе двух Петровских сельсоветов: тот, что прежде относился к Истринскому району, был переименован в Новопетровский.
Существенные изменения коснулись территории города Истры, в городскую черту которого из Лучинского сельсовета перешли селения Макруша, Полево и Сычёвка, посёлки железнодорожных станций Истра и Новоиерусалим, посёлок и территория ВНИИЭМ, посёлок «Рабочий кооператив», жилые дома по улицам Ленина и Пушкина.
Селения Майданово и Маланьино Маланьинского сельсовета перешли в черту города Клина.
Населённые пункты Подрезково и Первомайский, территории дачно-строительного кооператива, кирпичного завода № 76, завода древесно-стружечных плит, Химкинского СМУ № 128, конно-спортивной базы и сооружения «Метростроя» вошли в состав образованного рабочего посёлка Новоподрезково Молжаниновского сельсовета.
Жилой посёлок прядильной фабрики № 10 Родионовского сельсовета был передан в административное подчинение городу Химки, жилой посёлок ВНИИФТРИ и посёлок Менделеево Искровского сельсовета — в административное подчинение рабочему посёлку Крюково, территория дома отдыха Президиума Верховного совета СССР из Павло-Слободского сельсовета Звенигородского укрупнённого сельского района — в административное подчинение дачному посёлку Снегири.
31 августа 1963 года были упразднены Поярковский и Савельевский сельсоветы. Территория Поярковского была передана Искровскому сельсовету, а территория Савельевского разделена между двумя сельсоветами: селения Верхуртово, Граворново, Зыково, Леоново, Лыщёво, Мазилово, Никитское, Родионцево и Ушаково вошли в состав Бужаровского сельсовета, а Горки, Долево, Курово, Медведки, Малое Курсаково, Назарово, Парфёнки, Покосово, Савельево, Семенково и Шишаиха — в состав Ядроминского сельсовета. Также деревня Якиманское и посёлок Ленинской больницы из Пятницкого сельсовета были переданы Обуховскому сельсовету.
18 декабря 1963 года территория и жилой посёлок радиоцентра ЦУМСиД ГУГ Воздушного флота Родионовского сельсовета были включены в городскую черту Химок.
В конце 1964 года разделение органов управления по производственному принципу было признано нецелесообразным и указом Президиума Верховного совета РСФСР от 21 ноября и исполняющим его решением Мособлисполкома от 11 января 1965 года все укрупнённые сельские районы Московской области были упразднены и восстановлены обычные районы. На территории расформированного Солнечногорского укрупнённого сельского района были восстановлены Солнечногорский и Клинский районы, а оставшиеся части района вошли в состав вновь образованных Истринского и Химкинского районов Московской области.